# Air Costa
Air Costa — бывшая индийская региональная авиакомпания со штаб-квартирой в Виджаяваде (штат Андхра-Прадеш). Базировалась в международном аэропорту Ченнаи, там же находился центр технического обслуживания. Принадлежала индийской компании LEPL Group. Первый рейс авиакомпании был совершён 16 октября 2013 года. Первоначально эксплуатировались два самолёта Embraer E-170. По состоянию на 2015 год Air Costa выполняла 32 ежедневных рейса по девяти направлениям из городов Ченнаи и Виджаявада. 28 февраля 2017 года авиакомпания объявила о приостановке деятельности.

## История
Штат Андхра-Прадеш — десятый по величине штат Индии с населением в 50 миллионов человек, который на 2012 год не имел регионального авиасообщения. Компания Lingamanemi Estates Private Limited (LEPL) Group приняла решение создать авиакомпанию для восполнения этого  пробела. Авиакомпания получила сертификат об отсутствии возражений (NOC) от Министерства гражданской авиации Индии в феврале 2012 года. Первоначально авиакомпания планировала начать полёты с парком самолётов Bombardier Q400, но в июне 2013 года на авиасалоне Ле-Бурже объявила о своём решении приобрести самолёты Embraer E-Jet. Air Costa получила cертификат эксплуатанта (AOP) от Генерального директората гражданской авиации (DGCA) в сентябре 2013 года.
Авиакомпания начала свою деятельность в октябре 2013 года, эксплуатируя два самолёта Embraer E-170, первый рейс был совершен из её базового аэропорта Ченнаи в город Джайпур 16 октября 2013 года. Авиакомпания сосредоточилась на обеспечении сообщения между городами классов II и III.
Air Costa заказала 50 самолётов Embraer E-Jet E2 за 2,94 миллиарда долларов США во время Сингапурского авиасалона 13 февраля 2014 года. 25 заказанных самолётов были модели E190-E2, а другие 25 — E195-E2. Планировалось, что авиакомпания будет получать по четыре самолёта в год от лизинговых компаний до 2018 года. Также был заключён опцион ещё на 50 самолётов E-Jet E2.
В сентябре 2015 года Air Costa, имевшая лицензию региональной авиакомпании, обратилась к авиационному регулятору DGCA с просьбой повысить её лицензию до национальной авиакомпании. 19 декабря 2015 года Air Costa получила сертификат об отсутствии возражений от Министерства гражданской авиации для полётов по всей стране. К сентябрю 2015 года были поставлены два самолёта Embraer E-190. Air Costa получила ещё один E-190 в декабре 2015 года и планировала принять поставки от трёх до пяти самолётов E-190 в свой парк в 2016 году.
28 февраля 2017 года Air Costa прекратила деятельность, сославшись на финансовые трудности, связанные с лизингом самолётов у компании GECAS. В результате все самолёты, которые Air Costa брала в лизинг у разных лизинговых компаний, были им возвращены.

## Пункты назначения

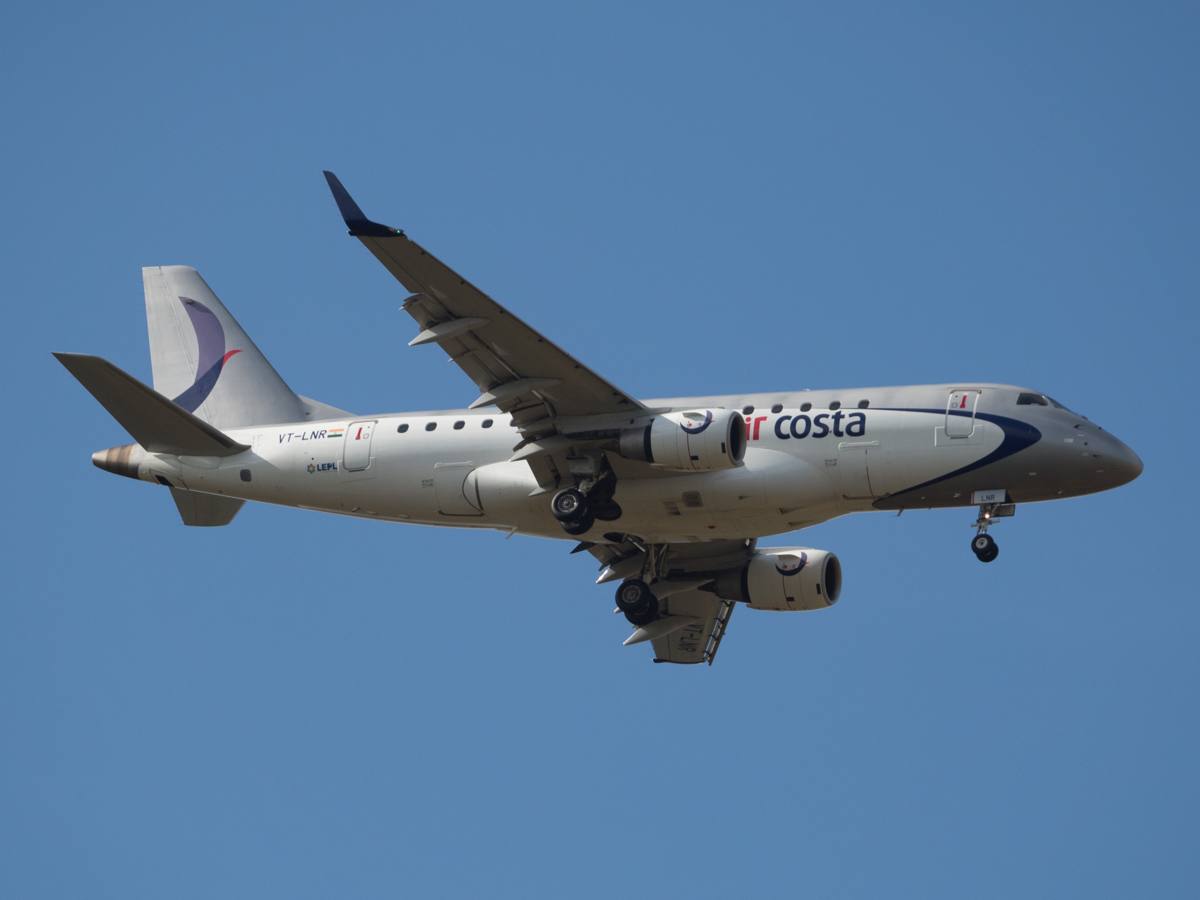
Embraer E-170 авиакомпании Air Costa

На момент прекращения деятельности Air Costa выполняла рейсы по следующим направлениям:
| Штат          | Город         | Аэропорт                                              | Примечания |
| ------------- | ------------- | ----------------------------------------------------- | ---------- |
| Андхра-Прадеш | Тирупати      | аэропорт Тирупати                                     |            |
| Андхра-Прадеш | Виджаявада    | международный аэропорт Виджаявада                     | Хаб        |
| Андхра-Прадеш | Вишакхапатнам | международный аэропорт Вишакхапатнам                  |            |
| Гуджарат      | Ахмадабад     | международный аэропорт имени Сардара Валлабхай Пателя |            |
| Карнатака     | Бангалор      | международный аэропорт Бангалор                       |            |
| Раджастхан    | Джайпур       | международный аэропорт Джайпур                        |            |
| Тамилнад      | Ченнаи        | международный аэропорт Ченнаи                         |            |
| Тамилнад      | Коимбатур     | международный аэропорт Коимбатур                      |            |
| Телингана     | Хайдарабад    | международный аэропорт имени Раджива Ганди            |            |

## Флот

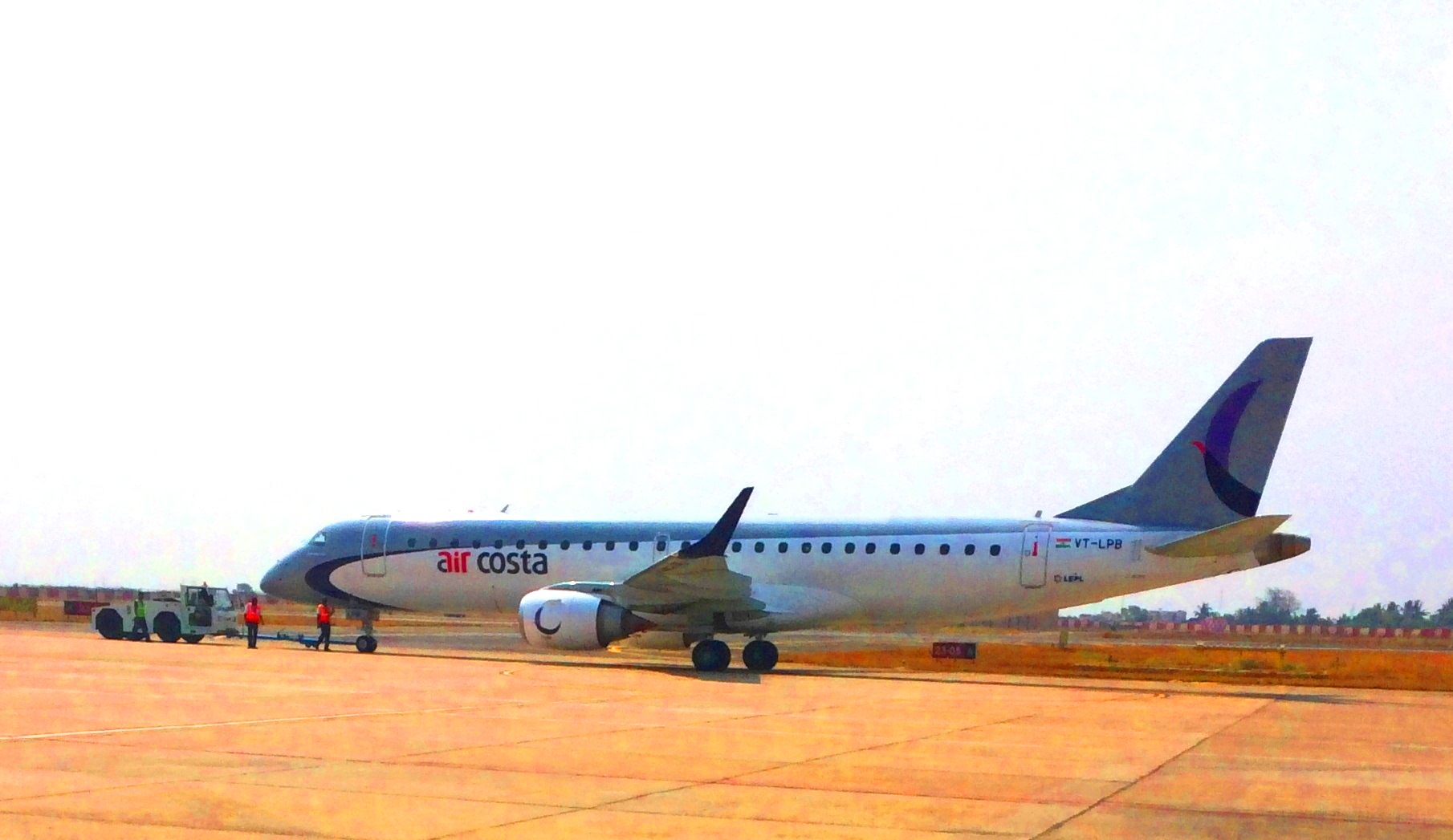
Embraer E-190 авиакомпании Air Costa

До прекращения деятельности в феврале 2017 года флот Air Costa состоял из следующих самолётов:
| Тип            | Экспл. | Заказ. | Число мест | Число мест | Число мест | Примечания                           |
| Тип            | Экспл. | Заказ. | C          | Y          | Всего      | Примечания                           |
| -------------- | ------ | ------ | ---------- | ---------- | ---------- | ------------------------------------ |
| Embraer 190    | 3      | 1      | 0          | 112        | 112        | Заказ отменён GECAS                  |
| Embraer 190-E2 | —      | 25     | 6          | 92         | 98         | Первый азиатский заказчик этого типа |
| Embraer 195-E2 | —      | 25     | 12         | 106        | 118        | Первый азиатский заказчик этого типа |